# 李安东 (马来西亚)
李安东（1917年2月8日—1999年7月15日），原名李长镇，又名老李、老麦、老谢等，是马来亚共产党的副总书记。祖籍广东潮州。1946年被选为马共中央执行委员会委员以及马共中央政治局委员。1960年12月23日担任马共中央副总书记直到1989年马共与马来西亚和泰国政府签署合艾和平协议。

## 少年时期
1922年跟随母亲南下新加坡与父亲团聚，从此定居新加坡。少年时期由于家庭经济不好，李安东在时读时停、不断转校插班下，接受初级和中级的华文教育。1935年，李安东在中国汕头高中毕业，先后在新加坡，柔佛州的峇株巴辖、新加兰、居銮和巴莪担任小学职员。1937年，李安东加入马来亚共产党，并且在柔佛北部进行马共组织工作和地方社会活动。1939年，李安东被派往新加坡负责当地的马共文化工作。

## 日占时期
日本侵马时，李安东担任“新加坡抗敌动员总会”宣传部秘书。新加坡沦陷后，他被派往到柔佛南部，后来北上霹雳州负责马共出版工作，并于1943年担任马共霹雳州地区委员会委员。日本投降后，李安东被派到吉隆坡，担任马共中央委员会宣传部委员。

## 战后
1946年1月，李安东在马共第八届扩大会议补选为中央执行委员会委员，负责文化、宣传及报业工作。1947年6月，在第九届扩大会议连任中委，在九届一中全会当选为中央政治局委员。
1948年后，李安东在中央机关工作。1960年12月23日，继承杨果被选为马共中央副总书记。 1962年，他到中国北京，任马共中央国外局兼任马共驻华代表团团员。1969年，李安东从中国经越南返回马泰边境，以副总书记主持马共中央机关工作兼马共中央北马局书记处第一书记。

## 和平下山后
1989年，马共与马来西亚和泰国政府签署和平协议后，定居于泰南邦朗和平村。1999年7月15日，于泰国也拉市中央医院病逝。